# 中国棉业

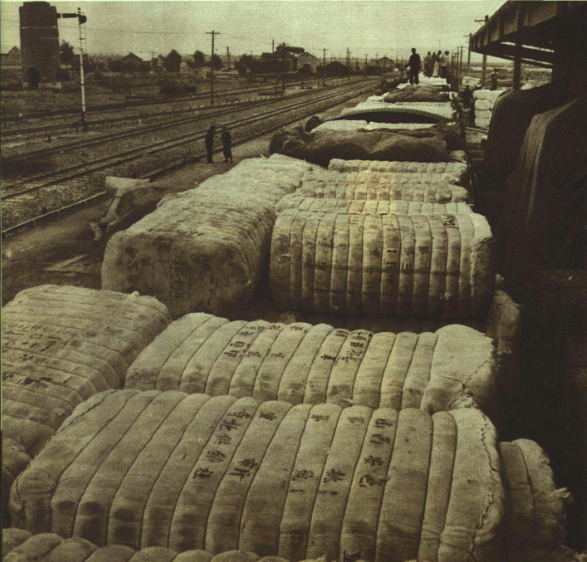
1952年山西棉花丰收

中国棉业大约有2000年的历史，不晚於公元9世紀。在9世纪，當時的阿拉伯旅行家苏莱曼在其《苏莱曼游记》中记述，在中国看到棉花，在花园里被作为“花”来观赏的。《梁书·高昌传》记载「高昌國……多草木，草實如繭，繭中絲如細纑，名爲白疊子，國人多取織以爲布。布甚軟白，交市用焉。」
目前中原地区所见最早的棉纺织品遗物，是在一座南宋古墓中发现的一条棉线毯。元代初年，朝廷把棉布作为夏税（布、绢、丝、棉）之首，设立木棉提举司，向人民征收棉布实物，据记载每年多达10万匹，可见棉布已成为主要的纺织衣料。明朝也力征收棉花棉布，出版植棉技术书籍，劝民植棉。从明代宋应星的《天工开物》中所记载的“棉布寸土皆有”，“织机十室必有”，可知当时植棉和棉纺织已遍布全国。
清朝末年，中国又陆续从美国引进了陆地棉良种，替代了品質不好、产量不高的非洲棉和亚洲棉。1950年代末，陆地棉成为主要品种，其次是长绒棉。现在中国种植的全是各国陆地棉及其变种，也是世界第一大产棉國，其次是美国，第三是乌兹别克斯坦。长绒棉纤维较长，從前蘇聯引進，所以在新疆一些地区有一定产量。
1996年，新疆生产建设兵团开始机采棉业务，棉花的采净率也因机械化而逐步提高。

## 外部連結
- 中國棉花協會：《中國棉業》期刊（页面存档备份，存于）